# Ernie Hudson
Ernie Lee Hudson, (Benton Harbor, Michigan, 17 de Dezembro de 1945) é um ator americano conhecido por vários papéis no cinema e na televisão. Seus papéis de maior destaque são Winston Zeddemore na série de filmes Ghostbusters, Sargento Darryl Albrecht em The Crow (1994) e Warden Leo Glynn na série Oz, da HBO (1997-2003). Hudson também atuou nos filmes Leviathan (1989), The Hand That Rocks the Cradle (1992), Airheads (1994), The Basketball Diaries (1995), Congo (1995) e Miss Simpatia (2000). Ele também fez uma participação especial no remake de Os Caça-Fantasmas (2016).

## Vida pessoal
Hudson se casou com sua primeira esposa, Jeannie Moore, em 1963, quando ela tinha dezesseis anos e ele dezoito anos. Eles tiveram dois filhos, Ernie Hudson Jr. e Rahaman Hudson. Quando Ernie e Jeanie se divorciaram em 1976, seus filhos mudaram-se para morar com Hudson na Califórnia. Hudson se casou em 1985 com a ex-Linda Kingsberg; Eles também tiveram dois filhos, Andrew e Ross.

## Filmografia
- 1976 - Leadbelly
- 1976 - The Human Tornado ... Bo
- 1978 - King ... Jack Corbin
- 1978 - A Ilha da Fantasia ... Jamu
- 1979 - The Main Event ... Assassino
- 1980 - The Octagon ... Quinine
- 1980 - O Cantor de Jazz ... Heckler
- 1981 - A Matter of Life and Death ... Sr. Harrison
- 1983 - Spacehunter: Adventures in the Forbidden Zone ... Washington
- 1983 - Two of a kind ... Det. Staggs
- 1984 - Os Caça-Fantasmas... Winston Zeddemore
- 1984 - Joy of sex ... Sr. Porter
- 1984 - St. Elsewhere ... Jerry Close
- 1985 - The Super Powers Team: Galactic Guardians ... Cyborg
- 1989 - Leviathan ... Justin Jones
- 1989 - Collision Course
- 1989 - Os Caça-Fantasmas 2... Winston Zeddemore
- 1992 - Angel Street ... Thurman Nickens
- 1992 - A Mão que Balança o Berço... Solomon
- 1992 - The Ben Stiller Show ... Capitão de Tennis
- 1993 - Wild Palms ... Tommy Lazlo
- 1993 - Contos da Cripta ... Zambini
- 1994 - Sugar Hill ... Lolly Jonas
- 1994 - No Escape ... Hawkins
- 1994 - O Corvo... Sargento Albrecht
- 1994 - The Cowboy Way... Oficial Sam "Mad Dog" Shaw
- 1994 - Os Cabeças-de-vento... Sargento O'Malley
- 1994 - Speechless ... Ventura
- 1995 - O Diário de um Adolescente... Reggie
- 1995 - Congo... Monroe Kelly
- 1996 - The Substitute
- 1996 - Tornado! ... Dr. Joe Branson
- 1997 - Fakin' Da Funk ... Joe Lee
- 1997 - Mr. Magoo ... Agente Gus Anders
- 1997 - Levitation ... Downbeat
- 1997-2003 - Oz... Leo Glynn
- 1998 - Never too big ... Curtis Harris
- 1999 - Shark Attack ... Lawrence Rhodes
- 1999 - The Last Siege ... Senador Douglas Wilson
- 1999 - Stealth Fighter ... Presidente Weastwood
- 2000 - O Observador... Agente Mike Ibby
- 2000 - Miss Simpatia... Harry MacDonald
- 2000 - Everything's Jake ... Jake
- 2003 - 10-8: Officers on Duty... John Henry Barnes
- 2003 - Anne B. Real
- 2004 - Clifford's Really Big Movie
- 2005 - A História de Ron Clark... Turner
- 2005 - Lackawanna Blues ... Dick Barrymore
- 2005 - Baila Comigo... Blake Rische
- 2005 - Miss Simpatia 2: Armada e poderosa... Harry MacDonald
- 2005 - Fighting the Odds: The Marilyn Gambrell Story ... Perry Beasley
- 2006 - Hood of Horror ... Roscoe
- 2006 - The Ron Clark Story
- 2006 - Desperate Housewives... Detetive Ridley
- 2007 - Nobel Son ... Lasasso
- 2008 - The Man in the Silo ... Marcus Wells
- 2008 - The Secret Life of the American Teenager... Dr. Ken Fields
- 2008 - Private Practice ... Capitão Frank
- 2008 - Balancing the Books ... Detetive Carter
- 2009 - Meteor: Path to Destruction ... Brasser
- 2009 - Dragonball Evolution ... Sr Popo
- 2009 - Lonely Street ... Capitão Morris
- 2009 - Machete Joe ... Sherife Taylor
- 2009 - Pastor Brown ... Deacon Harold Todd
- 2009 - Ghostbusters: The Video Game ... (voz) Winston Zeddemore
- 2009 - Smokin' Aces Blowback ... Anthony Vejar
- 2010 - Transformers: Prime ... (voz) Agente William Fowler
- 2011 - Bossom Friend ... Robert Knight
- 2011 - Lost to dog 2 ... (Voz) [Pedro]
- 2012 - Malibu Stacy ... Coach
- 2012 - Lost to dog 3 ... (Voz) [Pedro]
- 2014  - Once Upon a Time ... (4 temporada/Possêidon)
- 2016 - Caça-Fantasmas (filme de 2016) .... Tio Bill
- 2019 - Trem Infinito ... (Voz) Atticus